# Cantone di Savigny-sur-Braye
Il Cantone di Savigny-sur-Braye era una divisione amministrativa dell'arrondissement di Vendôme.
È stato soppresso a seguito della riforma complessiva dei cantoni del 2014, che è entrata in vigore con le elezioni dipartimentali del 2015.
Comprendeva i comuni di:
- Bonneveau
- Cellé
- Épuisay
- Fontaine-les-Coteaux
- Fortan
- Lunay
- Savigny-sur-Braye
- Sougé